# Danmark i olympiska vinterspelen 2006
Danmark skickade ett curlinglag med fem deltagare till olympiska vinterspelen 2006.

## Deltagande och placeringar

### Curling
Damer
- Malene Krause - Etta
- Lene Nielsen - Tvåa
- Denise Dupont - Trea
- Dorthe Holm - Skipper
- Maria Poulsen - Reserv

#### Resultat
2 vinster, 7 förluster
13 februari

Storbritannien-Danmark 3-2
14 februari

Italien-Danmark 7-10
15 februari

Danmark-USA 3-8
16 februari

Japan-Danmark 5-9

Danmark-Schweiz 2-10
18 februari

Sverige-Danmark 10-5
19 februari

Ryssland-Danmark 9-7
20 februari

Danmark-Norge 1-8

Danmark-Kanada 8-9